# Careless Whisper
Careless Whisper – piosenka duetu Wham! wydana w roku 1984 jako drugi singel albumu Make It Big. Piosenka przez długi czas znajdowała się na pierwszym miejscu światowych list przebojów, takich jak UK Singles Chart czy Billboard Hot 100. Utwór w całości śpiewany jest przez George’a Michaela, został więc wydany w Wielkiej Brytanii jako tylko jego singel; jednak w Stanach Zjednoczonych tenże singel był wydany jako singel Wham! z dodatkowym napisem "featuring George Michael" na okładce.

## Historia
Kiedy George Michael pracował też jako DJ w restauracji i jako bileter w kinie w Watford, powstał jego największy przebój, Careless Whisper. 17-letni George jechał właśnie autobusem linii nr 32 do pracy. Kiedy podawał kierowcy pieniądze na bilet, w jego głowie pojawiła się słynna melodia saksofonu. Potem wspólnie z Andym dokończyli piosenkę, która 4 lata później miała się stać znakiem rozpoznawczym George’a Michaela.
W 1984 r. Wham! wydaje album Make it Big, ze słynnymi przebojami Wake Me Up Before You Go-Go i Careless Whisper (wydany w Wielkiej Brytanii jako solowy singel George’a Michaela). Za tę drugą piosenkę w wieku 21 lat artysta otrzymał jako najmłodszy kompozytor nagrodę Ivor Novello Songwriter Award.

### Teledysk
Teledysk kręcony był w czerwcu 1984 w Miami i jego okolicach tj. Coconut Grove oraz Watson Island. Wideoklip łączy w sobie sceny, gdzie George Michael śpiewa do mikrofonu w opuszczonej ciemnej sali – to historia mężczyzny, którego żona (w roli Lisa Stahl) przyłapała w sytuacji z inną kobietą. Żona ucieka od niego, on zostaje zupełnie sam. Końcowa scena wideoklipu pokazuje jak Michael wychyla się z balkonu na ostatnim piętrze Towers Grove w Miami.

## Wydania
- 7" single

1. Careless Whisper – 5:04
2. Careless Whisper (instrumental) – 5:02

- 12" maxi

1. Careless Whisper (album version) – 6:30
2. Careless Whisper (special version) – 5:34
3. Careless Whisper (instrumental) – 4:52

## Wykonanie
- Śpiew – George Michael
- Saksofon – Steve Gregory
- Gitara basowa – Deon Estus
- Gitara – Hugh Burns
- Instrument klawiszowy – Chris Cameron
- Bęben – Trevor Morrell
- Perkusja – Danny Cummings
- Fotografia – Tony McGee
- Producent – George Michael
- Kompozytor – George Michael, Andrew Ridgeley

## Osiągnięcia

### Wyróżnienia i sprzedaż
| Kraj              | Wyróżnienie     | Data                | Próg      | Sprzedaż |
| ----------------- | --------------- | ------------------- | --------- | -------- |
| Kanada            | Platynowa płyta | 1 czerwca 1985      | 100.000   |          |
| Francja           | Srebrna płyta   | 1985                | 200.000   | 585.000  |
| Holandia          | Platynowa płyta | 1984                | 60.000    |          |
| Wielka Brytania   | Platynowa płyta | 1 października 1984 | 1.000.000 |          |
| Japonia           |                 |                     |           | 204.000  |
| Stany Zjednoczone | Platynowa płyta | 5 maja 1992         | 1.000.000 |          |

### Listy przebojów
| Lista przebojów (1984)                       | Pozycja |
| -------------------------------------------- | ------- |
| Australian ARIA Singles Chart                | 1       |
| Austrian Singles Chart                       | 2       |
| Canadian Singles Chart                       | 1       |
| Canadian RPM magazine charts                 | 1       |
| Dutch Top 40 Singles Chart                   | 1       |
| French SNEP Singles Chart                    | 3       |
| Germany Singles Chart                        | 3       |
| Irish Singles Chart                          | 1       |
| Italian Singles Chart                        | 1       |
| Japanese Oricon Singles Chart                | 12      |
| Japanese Oricon International Chart          | 1       |
| Norwegian Singles Chart                      | 2       |
| South African singles chart                  | 1       |
| Swedish Singles Chart                        | 2       |
| Swiss Singles Chart                          | 1       |
| UK Singles Chart                             | 1       |
| U.S. Billboard Hot 100                       | 1       |
| U.S. Billboard Hot R&B/Hip-Hop Songs         | 8       |
| U.S. Billboard Hot Adult Contemporary Tracks | 1       |
| U.S. ARC Weekly Top 40                       | 1       |

## Covery
Piosenka doczekała się wielu wznowień i coverów wykonywali ją m.in.:
- Teresa Teng
- Tamia – 1998
- Dave Koz feat. Montell Jordan – 1999
- Bananarama – 2001
- Julio Iglesias – 2006
- Katelyn Tarver – 2006
- Gossip – 2007
- Ten Masked Men – 2008
- Seether – 2009
- Mina – 1987